# Капела Вујин у Црној Бари
Капела Вујин у Црној Бари налази се у насељеном месту на територији општине Чока и представља непокретно културно добро као споменик културе. Капела породице Вујин на православном гробљу подигнута је из средстава „Задужбине Ненада Вујина” 1926. године.
Велики српски народни добротвор Ненад Вујин, рођен у Црној Бари у Банату 6. маја 1889. године, пре поласка на ратиште, за случај своје смрти оставио је опоруку у којој све своје покретно и непокретно имање оставља Матици српској у Новом Саду. У својој опоруци, добротвор је изразио жељу да се његова земља у Црној Бари не продаје, већ само кућа и кућно земљиште. Приходом од земље Матица српска је основала фонд који се звао „Задужбина Ненада Вујина”.
Из средстава Задужбине годишње је додељивана помоћ СПЦ и вероисповедној школи у Црној Бари, стипендирали су се ученици српске националности који полазе средње и више школе у Новом Саду и Сремским Карловцима и то по Правилима о стипендијама које је установила Матица српска.

## Опис капеле
Грађена је у неовизантијском стилу према пројектима Даке Поповића, а грађевинске радове извео је Душан Тошић, обојица из Новог Сада. Њена градња пада истовремено када и градња Српске православне цркве Вазнесења Христовог у Ади, грађене у истом стилу, према пројектима истог архитекте.
Капела је са благо наглашеном крстастом основом, са полукружном апсидом са унутрашње стране, а са спољашње полигоналном, те куполом на четири прислоњена лука. Фасадно платно је једноставне обраде, без декоративних елемената, издељено лизенама. Улаз у капелу је равног завршетка преко три камена, полукружна степеника. На северној и јужној страни је по једна лучно засведена бифора, а на апсиди једна уска монофора. Прозори су били застакљени бојеним стаклима, геометријско-биљне орнаментике. Кровни покривач је лим, а купола на врху носи крст. Капела са оградом од ливеног гвожђа чини јединствену целину.
У унутрашњости је мањи иконостас, скромне обраде, а иконе је радио 1927. године Урош Предић. Зидови су били осликани ликовима светитеља, али су у међувремену прекречени. У капели се налазила и славска икона породице Вујин, св. Стефан Дечански (св. Мрата), рад Уроша Предића, уље на дрвеној подлози, димензија 98x60cm. Иконе су рађене техником уља на платну, каширане на даску.
Престоне иконе – Богородица са малим Христом и Исус Христос, рађене су техником уља на дрвеној подлози, прије пар година нестале су из капеле.